# Vita Club Mokanda
Ne doit pas être confondu avec l'AS Vita Club, club de RD du Congo
Maillots
Actualités
Le Victoria Club Mokanda est un club congolais de football basé à Pointe-Noire.
Vainqueur de trois titres de champion du Congo et de quatre Coupes nationales, le club a vu évoluer dans ses rangs les internationaux Sébastien Lakou et Destin Papou Makita.

## Histoire
Le club participe à plusieurs reprises aux compétitions continentales. Il dispute la Coupe des clubs champions africains 1971, puis la Ligue des champions de la CAF 2000. Il dispute également à trois reprises la Coupe d'Afrique des vainqueurs de coupe, en 1997, 1998 et 2001. Enfin, il prend part à la Coupe de la confédération 2016.

## Palmarès
- Championnat du Congo :
  - Champion en 1971, 1998 et 1999

- Coupe du Congo :
  - Vainqueur en 1974, 1977, 1996 et 1997
  - Finaliste en 2000, 2003 et 2004

## Anciens entraîneurs
- 2005 :  Djene Ntumba[2]
- 2009-2010 :  Raoul Shungu
- 2011-2012 :  Raoul Shungu